# Сканлен, Элайза
Эла́йза Джейн Ска́нлен (англ. Eliza Jane Scanlen; род. 6 января 1999, Сидней) — австралийская актриса.
Получила известность благодаря роли Эммы Креллин в мини-сериале HBO «Острые предметы» (2018). В 2019 году дебютировала в кино, исполнив роль Бет Марч в фильме Греты Гервиг «Маленькие женщины», экранизации одноимённого романа Луизы Мэй Олкотт.

## Ранняя жизнь
Родилась в Сиднее. У неё есть сестра-близнец Аннабель. С 7 до 13 лет она занималась фортепиано. Снова начала практиковаться, готовясь к роли Бет Марч в экранизации «Маленьких женщин» 2019 года.
Окончила школу Лорето Киррибилли в пригороде Сиднея в 2016 году.

## Карьера
Во время учёбы в средней школе Сканлен получила второстепенную роль Табиты Форд в телевизионной мыльной опере «Домой и в путь». Сыграла главную роль в короткометражном фильме «Грейс» в 2018 году. Добилась признания критиков за роль Эммы Креллин в психологическом триллере HBO «Острые предметы», в котором снялась вместе с Эми Адамс.
Дебютировала на театральной сцене в 2019 году в постановке «Повелителя мух» Сиднейской театральной компании. Первой ролью Сканлен в полнометражном фильме стала Милла Финли в фильме «Молочные зубы», премьера которого состоялась на конкурсе на Венецианском кинофестивале. В 2019 году она исполнила роль Бет в экранизации Греты Гервиг романа «Маленькие женщины» Луизы Мэй Олкотт. В фильме также снялись Сирша Ронан, Эмма Уотсон, Флоренс Пью, Тимоти Шаламе, Лора Дерн и Мерил Стрип.

## Фильмография
| Год  |     | Русское название            | Оригинальное название  | Роль                          |
| ---- | --- | --------------------------- | ---------------------- | ----------------------------- |
| 2015 | с   | Классный акт                | A Class Act            | Элайза / 1 эпизод             |
| 2016 | кор | Лакуна                      | Lacuna                 | Зои                           |
| 2016 | с   | Домой и в путь              | Home and Away          | Табита Форд / 15 эпизодов     |
| 2018 | кор | Грейс                       | Grace                  | Грейс                         |
| 2018 | кор | Любовь и другие места       | Love and Other Places  | Клод                          |
| 2018 | с   | Острые предметы             | Sharp Objects          | Эмма Креллин                  |
| 2019 | ф   | Молочные зубы               | Babyteeth              | Милла Финли                   |
| 2019 | ф   | Маленькие женщины           | Little Women           | Элизабетт Марч                |
| 2020 | ф   | Дьявол всегда здесь         | The Devil All the Time | Ленора Лаферти                |
| 2021 | ф   | Время                       | Old                    | Кара в возрасте 15 лет        |
| 2021 | с   | Пожары                      | Fires                  | Наташа "Тэш" Ясич             |
| 2022 | с   | Первая леди                 | The First Lady         | Элеонора Рузвельт в молодости |
| 2023 | ф   | Девушка по фамилии Старлинг | The Starling Girl      | Джем Старлинг                 |
| 2024 | ф   | Озеро Каддо                 | Caddo Lake             | Элисон                        |
| 2025 | с   | Крутые девчонки             | Dope girls             | Вайолет Дэвис                 |
| 2026 | ф   | Все, что я есть             | All That I Am          |                               |

## Театральные постановки
| Год  | Название           | Роль          | Примечания             |
| ---- | ------------------ | ------------- | ---------------------- |
| 2019 | Повелитель мух     | Эрик          | Sydney Theatre Company |
| 2019 | Убить пересмешника | Майелла Эвелл | Shubert Theatre        |